# Roger Fenwick
Roger Gruffydd Fenwick (ur. 8 maja 1945) – walijski naukowiec. Specjalizuje się w zagadnieniach z zakresu nauk rolniczych, w tym nauk o żywności, technologii żywienia i żywienia człowieka. Pracownik naukowy Instytutu Badania Żywności w Norwich. Członek zagraniczny Wydziału Nauk Biologicznych i Rolniczych Polskiej Akademii Nauk od 2013 roku. Absolwent Uniwersytetu Walijskiego, współpracuje z Instytutem Rozrodu Zwierząt i Badań Żywności PAN w Olsztynie.